# Yipwon

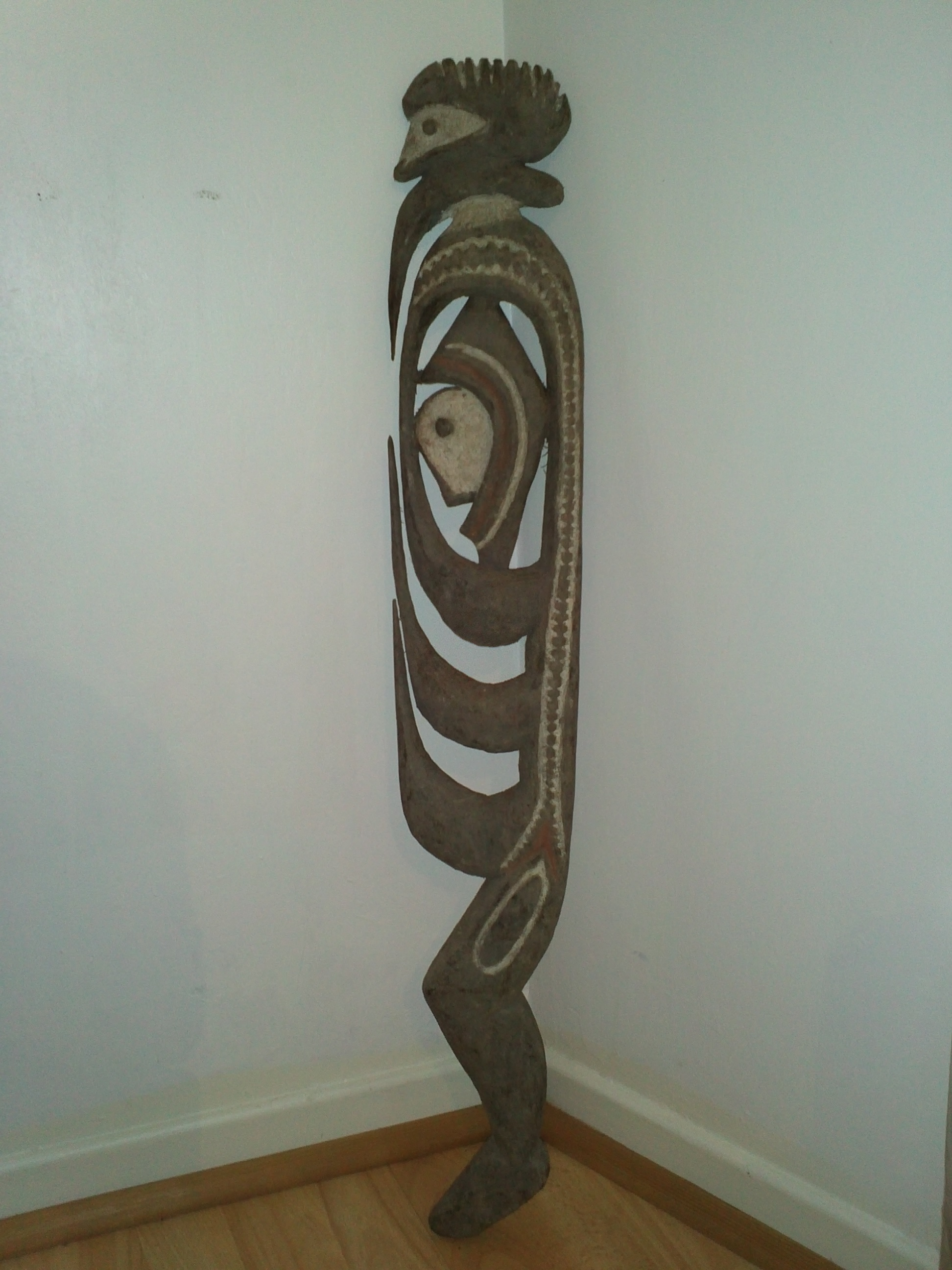
Statue yipwon de Papouasie-Nouvelle-Guinée (région du Moyen Sepik)

Les statues yipwon (prononcer [ip-wo-n]) sont une expression artistique caractéristique du peuple Yimar, peuple papou de la région du Moyen Sepik. Ce peuple vit dans un environnement de collines près de la Blackriver.
La taille varie de la grandeur du pendentif (porté donc au cou du guerrier) à celle d'une statue à taille humaine qui ne sort dans ce cas presque jamais de la maison des hommes, lieu central de la sociabilité dans de nombreuses tribus papoues.
Fait de bois et souvent peint (ocre, blanc), une statue yipwon représente un homme décharné ; si certains sont très réalistes, d'autres sont des chefs-d’œuvre d'abstraction, ne gardant que les traits les plus saillants de l'anatomie. La statue repose sur une jambe qui est fléchie, marque typique des statues d'Océanie. On ne peut la regarder que de profil. Les parties pointues représentent les côtes, vue comme les arêtes d'un poisson. 
La statue représente l'esprit Yipwon, une puissante entité spirituelle qui accompagne le guerrier vers sa proie (animal ou ennemi).
« Nés seuls, ou bien taillés par le héros-Soleil, les Yipwon étaient au début d'humeur agressive. Ils se calmèrent et devinrent utiles aux hommes en les aidant à préparer la chasse au gibier ou aux têtes d'ennemis ». Extrait d'un mythe Yimar.